# Joan Mitchell
Joan Mitchell (12 de fevereiro de 1925 – 30 de outubro, de 1992) foi uma pintora e gravurista americana. Ela foi integrante do movimento expressionista abstrato americano, embora grande parte de sua carreira teve lugar na França. Juntamente com Lee Krasner, Grace Hartigan, Helen Frankenthaler, Shirley Jaffe, Elaine de Kooning e Sonia Gechtoff, ela foi uma das poucas mulheres pintoras de sua época, a ganhar aclamação crítica e de público. Suas pinturas e gravuras pode ser vistas nos principais museus e coleções dos Estados Unidos e Europa.

## Primeiros anos e educação
Mitchell nasceu em Chicago, Illinois, filha do dermatologista James Herbert Mitchell e da poeta Marion Strobel Mitchell.:21 Mitchell frequentemente assistia às aulas do Chicago Art Institute aos sábados e por fim, passaria seus verões do fim da adolescência em uma colônia de arte organizada pelo instituto, Ox-Bow. Ela morava na Chestnut Street no bairro Streeterville  e frequentou a escola secundária Francis W. Parker  em Lincoln Park.
Mitchell estudou no Smith College , em Massachusetts, e  no Instituto de Arte de Chicago, onde obteve seu BFA em 1947 e sue MFA em 1950. Depois de se mudar para Manhattan, em 1947, ela queria estudar na escola de  Hans Hofmann em Nova York, mas, de acordo com Jane Livingston em seu ensaio dde 2002 ("The Paintings of Joan Mitchell"), Mitchell participou de apenas uma classe e declarou, "eu não conseguia entender uma palavra do que ele dizia então eu abandonei, aterrorizada." Uma bolsa de viagem no valor de $2.000 permitiu a ela a estudar em Paris e Provence em 1948-49, e ela também viajou para a Espanha e a Itália.

## Carreira
Mitchell é reconhecida como figura principal—e uma das poucas artistas do sexo feminino—na segunda geração  americana de expressionistas ebstratos. No início da década de 1950, ela foi considerada como a principal artista da Escola de Nova Iorque. Em seus primeiros anos como pintora, ela foi influenciada por Paul Cézanne, Wassily Kandinsky, Claude Monet, Vincent van Gogh, e, mais tarde, pelo trabalho de Franz Kline e Willem de Kooning, Jean-Paul Riopelle, entre outros.
Suas pinturas são expansivas, muitas vezes cobrindo vários painéis. A paisagem era a principal influência sobre o seu tema. Ela pintou em lona crua ou fundo branco com pinceladas gestuais por vezes violentas . Ela descreveu um quadro como "um organismo que se transforma no espaço".
Admiradora da obra de van Gogh, Mitchell observou em uma de suas últimas pinturas – Campo de trigo com Corvos (1890) – a simbologia da morte, suicídio, desespero, depressão e escuridão. Sentindo que Campo de trigo com Corvos  era uma nota de suicídio, ela pintou um quadro chamado de No Birds (Nenhuma Ave) como resposta e como homenagem.:390
Depois de se mudar para Paris, em 1959, Mitchell começou a pintar em um estúdio na rua Fremicourt[carece de fontes?]
no 15 º arrondissement de Paris. Durante o período entre 1960 e 1964, ela abandonou o estilo espalhado e as cores vivas de suas primeiras composições, passando a usar tonalidades sombrias e massas de cor centrais densas para expressar algo incipiente e primordial. Dizia-se que as marcas nessas obras eram extraordinárias: "A tinta era jogada e espremida nas telas, derramando-se e esguichando por toda a superfície e espallhada pelos dedos da artista." A artista referiu-se aos trabalhos criados neste período do início da década de 1960 como "muito violentos e raivosos", mas, de 1964, ela estava "tentando sair de um violento fase e em outra coisa." 
De acordo com a historiadora da arte Linda Nochlin, o "significado e a intensidade emocional [dos quadros de Mitchell] são produzidos estruturalmente, como foram, por toda uma série de oposições: pinceladas densas versus transparentes; estrutura gradeada versus mais caótica, construção ad hoc; peso na parte inferior da tela versus peso no topo, luz versus trevas;  pinceladas instáveis versus contínuas;  justaposições de matiz harmoniosas e conflituosas – todos são potentes sinais de significado e sentimento."
Mitchell disse que ela queria que suas pinturas "transmitissem a sensação do girassol que morre" e "algumas delas surgem, como jovens meninas, muito tímidas ... elas são muito humanas."

## Exposições
Em 1951o trabalho de Mitchell foi exposto no 'Ninth Street Show"" ao lado de Jackson Pollock, Willem de Kooning, e Hans Hofmann.[carece de fontes?]
Em 1952, teve sua primeira exposição individual na New Gallery.
Em outubro de 1957, a primeira grande reportagem sobre seu método de trabalho apareceu na ARTnews.
Em 1972, Mitchell exibiu sua primeira grande exposição do museu, intitulada "My Five Years in the Country," no Everson Museum of Art , em Syracuse, Nova Iorque.
Dezembro de 1988, viu a primeira exposição retrospectiva de Mitchell , que ela se refere como sendo incluída na história da arte ao vivo.:392 que contou com 54 pinturas produzidas entre  1951 a 1987. A primeira mostra solo de Mitchell na Robert Miller Gallery (de nove pinturas) decorreu de 25 de outubro a 25 de novembro de 1989. A  segunda mostra exibida de 26 de Março a 20 de abril de 1991, provou ser muito popular, e contou com pinturas descritas por John Russell do The New York Times como "auto-retratos de alguém que apostou tudo em marcas autônomas que são peculiares a si mesma". Outras retrospectivas  incluem "Joan Mitchell Pastels," Whitney Museum of American Art, de Nova York (1992); "A pintura de Joan Mitchell," Whitney Museum of American Art, de Nova York (2002); e "A pintura de Joan Mitchell," Birmingham Museum of Art, Alabama (2003), viajou para o Museu de Arte Moderna de Fort Worth, Texas, e A Phillips Collection, Washington, D.C., através de 2004.

### Coleções
A obra de Mitchell é parte de muitas coleções públicas, incluindo Museu de Arte Moderna, em Nova York; o Museu Whitney de Arte Americana, em Nova York; o Instituto de Arte de Chicago; Walker Art Center, Minneapolis; Albright–Knox Art Gallery, Buffalo; Crystal Bridges Museum of American Art,, Bentonville; Hirshhorn Museum and Sculpture Garden, Washington, D.C.; Smithsonian American Art Museum, Washington, D.C.; a Tate Gallery, de Londres; Fondation Cartier pour l'Art Contemporain, em Paris; The Ulster Museum, Belfast, Irlanda do Norte e o San Francisco Museum of Modern Art.

## Joan Mitchell Foundation
Fundada em 1993 como uma corporação sem fins lucrativos, a Fundação  Joan Mitchell financia subsídios e ajudas de custo para  pintores, escultores e coletivos artísticos; ex-bolsistas incluem Nicole Eisenman (1994), Glenn Ligon (1996), Troy Brauntuch (1999), Karen Kilimnik (1999), Sarah Morris (2001), Nyame Brown (2003), Mark Dion (2005), Julie L.Green (2011), Amanda Ross-Ho (2013), e Ann Purcell (2014) A fundação está localizada em Manhattan,na 545 West 25th Street. A  Fundação Joan Mitchell também patrocina um Programa de artista residente  no Joan Mitchell Center, em Nova Orleans, Louisiana, localizado no 2275 Bayou Road no bairro Faubourg Tremé .

## Legado

### Mercado de arte
Já durante a sua vida, Mitchell foi recompensada com um considerável grau de sucesso comercial. Entre 1960 e 1962, Mitchell
ganhou mais de $30.000 em vendas de arte, um valor considerável para uma  pintora na época. Em 2007, o Instituto de Arte de Chicago vendeu o quadro Ste. Hilaire, 1957 na Christie's de Nova York por US$3,8 milhões. Em 2012, um recorde de €5,2 milhões (US$7 milhões) — então o segundo preço mais alto alcançado por uma artista feminina em um leilão, foi estabelecido, na Christie's de Paris a um quadro sem título de 1971. Naquele ano, os quadros de Mitchell eram os dois trabalhos mais caros de uma artista vendidos em leilão, de acordo com o banco de dados  Artnet. As obras de Mitchell arrecadaram $239.8 milhões em vendas de 1985 a 2013, de acordo com dados compilados pela Bloomberg. Na Christie's de Nova York em 2014, um quadro abstrato  de Mitchell sem título de 1960 , foi vendido por US$11,9 milhões, superando a estimativa elevada e definindo de um leilão recorde para a artista. O resultado também estabeleceu um novo recorde para uma obra de arte, por uma artista em leilão, anteriormente ocupado por Après le dejeuner  de Berthe Morisot (1881).Este preço por sua vez, foi ultrapassado pelos USS$44.4 milhões alcançados pelo quadro de 1932 Jimson Weed/White Flower No 1 por  Georgia O'Keeffe , em 20 de novembro de 2014.

## Vida pessoal
Mitchell casou-se com o editor americano Barney Rosset em 1949 em Paris. Rosset foi um empresário e ex-proprietário da editora Grove Press,  conhecida por publicar o livro  Trópico de Câncer por Henry Miller. Eles se divorciaram em 1952. Embora ela permaneceu ativo na crescente cena de arte de 1950, em Nova York, Mitchell passou aumentar a quantidade de tempo a viajar e trabalhar em França.=Em 1955, Mitchell se mudou para a França para se juntar ao pintor Jean-Paul Riopelle, com quem teve uma longa e rica, e tumultuada relação (de 1955 a 1979). , Eles mantiveram  casas e estúdios separados, mas jantavam e bebiam juntos diariamente. Viveram primeiro em Paris, e, em seguida, mudaram-se para o oeste para a cidade de Vétheuil, perto de Giverny, lar de Claude Monet . Em 1967, Mitchell herdou dinheiro suficiente para comprar um de 2 hectares de propriedade, em Vétheuil.

## Leitura complementar
Cronológica por data de publicação
- Munro, Eleanor. Originals: American Women Artists. New York: Simon & Schuster, 1979. pp 233–247. ISBN 0-671-23109-X
- Seidner, David. Artists at Work : Inside the Studios of Today's Most Celebrated Artists. New York: Rizzoli International Publications, 1999. pp. 90–103. ISBN 0-8478-2237-0
- Herskovic, Marika. New York School: Abstract Expressionists : Artists Choice by Artists : a Complete Documentation of the New York Painting and Sculpture Annuals, 1951–1957. New Jersey: New York School Press, 2000. pp. 8, 16, 38, 254–257. ISBN 978-0-967-79940-7 OCLC 50666793
- Livingston, Jane, Yvette Y. Lee, and Linda Nochlin. The Paintings of Joan Mitchell. Berkeley: Los Angeles, 2002. Exhibitions: Whitney Museum of American Art, New York, June 20 – September 29, 2002; Birmingham Museum of Art, Alabama, June 27 – August 31, 2003; Modern Art Museum of Fort Worth, Texas, September 21, 2003 – January 7, 2004; The Phillips Collection, Washington, February 14 – May 16, 2004. ISBN 978-0-520-23568-7 OCLC 470242775
- Herskovic, Marika. American Abstract Expressionism of the 1950s: An Illustrated Survey with Artists' Statements, Artwork and Biographies.[ligação inativa] Franklin Lakes, NJ: New York School Press, 2003. pp. 226–229. ISBN 978-0-967-79941-4 OCLC 50253062
- Chadwick, Whitney. Women, Art, and Society. London: Thames & Hudson, 2007. ISBN 978-0-500-20393-4 OCLC 78989059
- Mitchell, Joan, and Helen Anne Molesworth. Joan Mitchell: Leaving America, New York to Paris, 1958–1964. Göttingen: Steidl, 2007. Catalog of an exhibition held at Hauser & Wirth London, May 24 – July 21, 2007. ISBN 978-3-865-21490-4 OCLC 154788437
- Albers, Patricia. Joan Mitchell: Lady Painter: A Life. New York: Alfred A. Knopf, 2011. ISBN 978-0-307-59598-0 OCLC 759509852
- Mitchell, Joan. "Interview with Yves Michaud." Stiles, Kristine, and Peter Selz. Theories and Documents of Contemporary Art: A Sourcebook of Artists' Writings. Berkeley, CA: University of California Press, 2012. pp. 32–34. ISBN 978-0-520-25374-2 OCLC 752472786
- Hickey, Dave. 25 Women: Essays on Their Art. Illinois: University of Chicago Press, January, 2016. ISBN 9780226333151